# ليسا بيجان
ليسا بيجان (بالإسبانية: Leysa Beggan)‏ مواليد 12 ديسمبر 1992، هي لاعبة كرة يد باراغوايانية تلعب كظهير أيسر. مثلت منتخب باراغواي لكرة اليد للسيدات.

## سجل المنافسة
شاركت في البطولات التالية:
- بطولة العالم لكرة اليد للسيدات 2013